# پیشه‌ور
پیشه‌ور، روستایی است از توابع بخش مرکزی شهرستان رشت در استان گیلان ایران.

## جمعیت
این روستا در دهستان حومه قرار دارد و براساس سرشماری مرکز آمار ایران در سال ۱۳۸۵، جمعیت آن ۸۰۴ نفر (۲۱۵خانوار) بوده‌است.